# Je sais cuisiner
Je sais cuisiner, paru en 1932, adapté en 1955 sous le titre La Cuisine pour tous dans la collection « Le Livre de poche », est un livre de cuisine de Ginette Mathiot. En 1998, les chiffres de vente en France atteignent environ 2 500 000 exemplaires pour chacun des deux titres, ce qui constitue à l'époque un record de diffusion pour un auteur français encore vivant.
En 2002, quatre ans après la mort de Ginette Mathiot, Je sais cuisiner est rajeuni. En 2008, La Cuisine pour tous disparaît. Il est remplacé dans la collection « Le Livre de poche » par une édition intégrale de Je sais cuisiner.
En 2008, dans le monde, les ventes additionnées de l'édition reliée et de l'édition « poche » atteignent 6,3 millions d'exemplaires.

## Je sais cuisiner
En 1930, l'éditeur Albin Michel souhaite publier un livre de cuisine qui prendrait en compte les exigences de la diététique. Il confie le travail à Hélène Delage, une jeune enseignante. Effrayée par l'envergure du projet, celle-ci fait appel à une consœur, Ginette Mathiot. Cette dernière écrit le livre en testant chaque recette, ou en la faisant tester par un de ses élèves. Je sais cuisiner paraît le 1er août 1932. Il est signé d'Hélène Delage (qui n'a servi que d'intermédiaire) et de Ginette Mathiot. Comportant 650 pages, il contient 1 900 recettes. En 1953, il paraît dans une « nouvelle édition revue par Ginette Mathiot ». Le nom d'Hélène Delage n'y figure plus.

## La Cuisine pour tous
En 1955, l'ouvrage est adapté pour la collection « Le Livre de poche » sous le titre La Cuisine pour tous. Cette édition compte 500 pages et 1 243 recettes.

## Modernisation
Hostile à la « nouvelle cuisine » du début des années 1970, Ginette Mathiot veille à ce que son livre soit préservé de mises au goût du jour. En 1998, Luc Rosenzweig explique « l'étonnante longévité » du livre par son « immense sérieux », son « refus de la cuisine paillettes […] qui nous mène bien loin des histrions médiatico-culinaires ». Ginette Mathiot meurt en cette même année 1998. Dans les années qui suivent, deux changements importants interviennent.
Le 3 septembre 2002, Je sais cuisiner est modernisé : le choix des recettes est revu, certains temps de cuisson sont raccourcis, certaines liaisons nécessitent moins de farine, etc.
Le 1er mai 2008, La Cuisine pour tous disparaît. Il est remplacé dans la collection « Le Livre de poche » par une édition « poche » intégrale de Je sais cuisiner, sous ce titre. Le nombre de recettes est le même que celui de l'édition reliée (« plus de 2 000 »). Le nombre de pages est le même (759). La couverture est souple. Le format est un peu plus petit (11 × 18 cm, au lieu de 12,5 × 20).

## Ventes
Fin janvier 1998, peu avant la mort de Ginette Mathiot, le tirage de Je sais cuisiner est de 2 443 129 exemplaires, tandis que les ventes de La Cuisine pour tous atteignent les 2 500 000 exemplaires. L'ensemble constitue à l'époque un « record absolu de diffusion pour un ouvrage français dont l'auteur est toujours vivant ». En 2008, les ventes additionnées de l'édition reliée et de l'édition poche sont de 6,3 millions d'exemplaires dans le monde.

## Éditions

### Du vivant de Ginette Mathiot
- 1932. Je sais cuisiner, par un groupe de cordons bleus, sous la direction de Mlles H. Delage et G. Mathiot, professeurs d'enseignement ménager à la ville de Paris : près de 2 000 recettes de plats exquis, de recettes simples, de conseils rationnels, de données d'hygiène alimentaire, d'économies facilement réalisables, Paris, Albin Michel, 650 pages avec figures[2].
- 1950. Je sais cuisiner, « nouvelle édition revue par Ginette Mathiot », 683 pages[7].
- 1955. La Cuisine pour tous, par un groupe de professeurs de l'enseignement ménager sous la direction de Ginette Mathiot, coll. « Le Livre de poche encyclopédique », Paris, Albin Michel, 500 pages[5].

### Après la mort de Ginette Mathiot
- 2002. Je sais cuisiner, Paris, Albin Michel, 759 pages.
- 2008. Je sais cuisiner, coll. « Le Livre de poche », LGF-Le Livre de poche, 759 pages.